# Hoa hậu Hoàn vũ 1984
Hoa hậu Hoàn vũ 1984 là cuộc thi Hoa hậu Hoàn vũ lần thứ 33, được tổ chức tại Miami, Florida, Hoa Kỳ vào ngày 9 tháng 7 năm 1984. Cuộc thi có 81 thí sinh tham dự với chiến thắng thuộc về người đẹp Yvonne Ryding của Thụy Điển. Cô được trao vương miện bởi Hoa hậu Hoàn vũ 1983 Lorraine Downes.

## Vấn đề tranh cãi về thành phố đăng cai
Ban đầu, Calgary, Alberta, Canada được chọn làm thành phố đăng cai cuộc thi, một quyết định được công bố vào ngày 13 tháng 3 năm 1984. Các vấn đề về kinh phí phát sinh khi hội đồng thành phố không cho phép văn phòng du lịch cam kết tài trợ vĩnh viễn cho sự kiện. Một thỏa thuận đã đạt được, theo đó quỹ từ thành phố có thể được sử dụng nhưng phải được hoàn trả, mặc dù một số người phàn nàn về việc "sử dụng tình dục để bán thành phố". Vào cuối tháng 4, có dấu hiệu cho thấy cuộc thi có thể được chuyển đến Miami, Florida do các vấn đề tài chính tiếp tục, nhưng các cuộc đàm phán với hy vọng Calgary giữ lại sự kiện vẫn đang diễn ra. Bất chấp những nỗ lực của Cục Du lịch Calgary, Miami chính thức được công bố là địa điểm mới vào ngày 12 tháng 5 năm 1984, một quyết định khiến Calgary mất 125.000 đô la và khiến thành phố phải đối mặt với một vụ kiện tiềm tàng từ Miss Universe Inc., chủ sở hữu cuộc thi.

## Kết quả

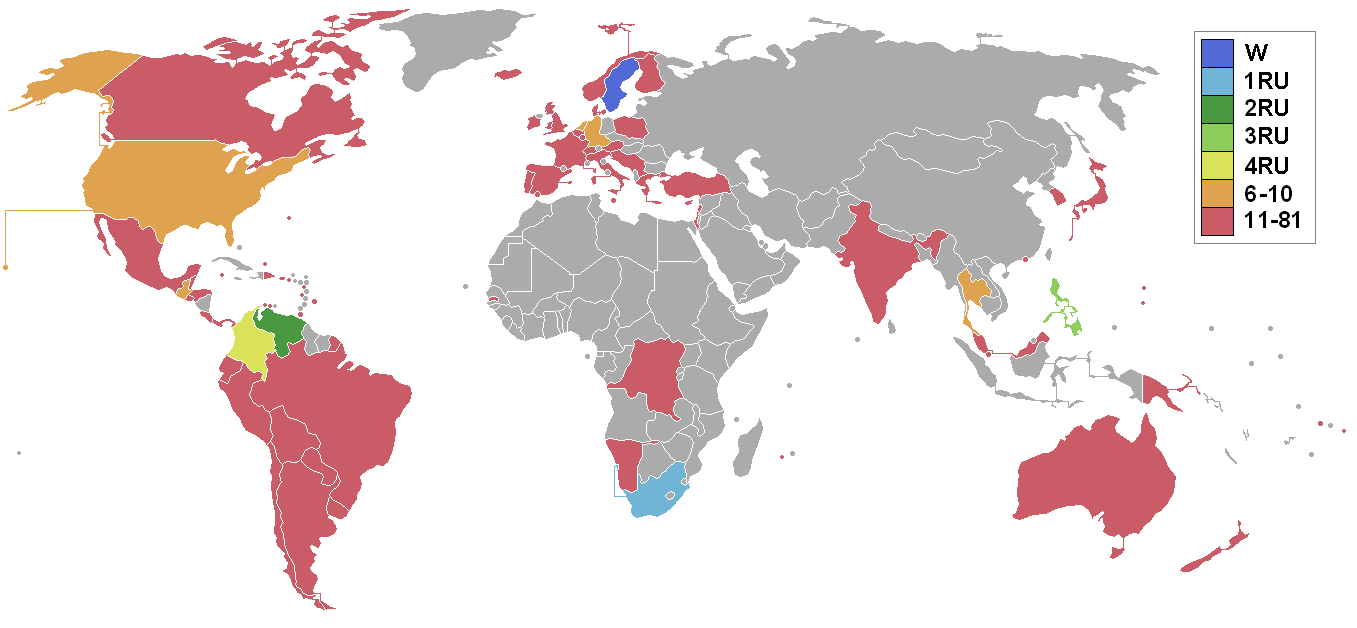
Các quốc gia và vùng lãnh thổ tham gia Hoa hậu Hoàn vũ 1984 và kết quả.

### Thứ hạng
| Kết quả              | Thí sinh |
| -------------------- | --- |
| Hoa hậu Hoàn vũ 1984 | - Thụy Điển – Yvonne Ryding |
| Á hậu 1              | - Nam Phi – Letitia Snyman |
| Á hậu 2              | - Venezuela – Carmen María Montiel                                                                                             |
| Á hậu 3              | - Philippines – Maria Desiree Verdadero                                                                                        |
| Á hậu 4              | - Colombia – Susana Caldas Lemaitre                                                                                            |
| Top 10               | - Đức – Brigitta Berx - Guatemala – Ilma Urrutia - Hà Lan – Nancy Neede - Thái Lan – Savinee Pakaranang - Hoa Kỳ – Mai Shanley |

### Thứ tự gọi tên
| 1. Đức 2. Hoa Kỳ 3. Thái Lan 4. Thụy Điển 5. Hà Lan 6. Guatemala 7. Philippines 8. Nam Phi 9. Venezuela 10. Colombia | 1. Philippines 2. Thụy Điển 3. Nam Phi 4. Venezuela 5. Colombia |

## Các giải thưởng đặc biệt
| Giải thưởng                 | Thí sinh                        |
| --------------------------- | ------------------------------- |
| Trang phục dân tộc đẹp nhất | - Ấn Độ – Juhi Chawla           |
| Hoa hậu Thân thiện          | - Gibraltar – Jessica Palao     |
| Hoa hậu Ảnh                 | - Tây Ban Nha – Garbiñe Abasolo |

## Hội đồng giám khảo
- Constance Towers - diễn viên
- Johnny Yune
- Carolina Herrera - nhà thiết kế thời trang
- William Haber
- Karen Baldwin – Hoa hậu Hoàn vũ 1982 đến từ Canada
- Ronny Cox - diễn viên
- Lucía Méndez
- Marcus Allen - cầu thủ khúc côn cầu
- Linda Christian
- Harry Guardino
- Maria Tallchief
- Alan Thicke - ca sĩ, diễn viên

### Chung kết
| Quốc gia/Vùng lãnh thổ | Trung bình sơ bộ | Phỏng vấn  | Áo tắm     | Dạ hội     | Trung bình bán kết |
| ---------------------- | ---------------- | ---------- | ---------- | ---------- | ------------------ |
| Thụy Điển              | 8.500 (1)        | 9.090 (4)  | 9.460 (1)  | 9.540 (1)  | 9.363 (1)          |
| Nam Phi                | 8.048 (8)        | 9.100 (3)  | 8.635 (9)  | 9.025 (7)  | 8.920 (5)          |
| Venezuela              | 8.430 (3)        | 9.140 (2)  | 9.280 (2)  | 9.285 (2)  | 9.235 (2)          |
| Philippines            | 8.470 (2)        | 9.050 (5)  | 9.140 (3)  | 9.255 (3)  | 9.148 (3)          |
| Colombia               | 7.935 (10)       | 9.200 (1)  | 8.530 (10) | 9.220 (4)  | 8.983 (4)          |
| Thái Lan               | 8.088 (7)        | 8.610 (6)  | 9.130 (5)  | 8.975 (8)  | 8.905 (6)          |
| Hà Lan                 | 8.345 (4)        | 8.555 (8)  | 8.950 (6)  | 9.175 (5)  | 8.893 (7)          |
| Đức                    | 8.136 (5)        | 8.175 (10) | 9.140 (3)  | 9.027 (6)  | 8.780 (8)          |
| Guatemala              | 7.956 (9)        | 8.590 (7)  | 8.820 (7)  | 8.805 (9)  | 8.738 (9)          |
| Hoa Kỳ                 | 8.093 (6)        | 8.195 (9)  | 8.670 (8)  | 8.855 (10) | 8.573 (10)         |

## Thí sinh tham gia
| - Argentina - Leila Adar - Aruba - Jacqueline van Putten - Úc - Donna Rudrum - Áo - Michaela Nussbaumer - Barbados - Lisa Worme - Bỉ - Brigitte Antonia Muyshondt - Belize - Lisa Patricia Ramirez - Bermuda - Rhonda Wilkinson - Bolivia - Lourdes Aponte - Brazil - Ana Elisa da Cruz - Quần đảo Virgin (Anh) - Donna Patricia Frett - Canada - Cynthia Kereluk - Quần đảo Cayman - Thora Anne Crighton - Chile - Carol Bahnke Muñoz - Colombia - Susana Caldas Lemaitre - Quần đảo Cook - Margaret Brown - Costa Rica - Silvia Portilla - Curaçao - Susanne Marie Verbrugge - Síp - Zsa Zsa Melodias - Đan Mạch - Catarina Clausen - Cộng hòa Dominica - Sumaya Heinsen - Ecuador - Leonor Gonzenbach - El Salvador - Ana Lorena Samagoa - Anh - Louise Gray - Phần Lan - Anna Liisa Tilus - Pháp - Martine Robine - Guyane thuộc Pháp - Rose Nicole Lony - Gambia - Mirabel Carayol - Đức - Brigitta Berx - Gibraltar - Jessica Palao - Hy Lạp - Peggy Dogani - Guadeloupe - Martine Seremes - Guam - Eleanor Benavente - Guatemala - Ilma Urrutia - Hà Lan - Nancy Neede - Honduras - Myrtice Elitha Hyde - Hồng Kông - Cao Lệ Hồng - Iceland - Berglind Johansson - Ấn Độ - Juhi Chawla - Ireland - Patricia Nolan - Israel - Sapir Koffmann | - Ý - Raffaella Baracchi - Nhật Bản - Megumi Niiyama - Hàn Quốc - Lim Mi-sook - Liban - Susan El Sayed - Luxembourg - Romy Bayeri - Malaysia - Latifah Abdul Hamid - Malta - Marisa Sammut - Martinique - Danielle Clery - Mexico - Elizabeth Broden - Namibia - Petra Harley Peters - New Zealand - Tania Clague - Quần đảo Bắc Mariana - Porsche Salas - Na Uy - Ingrid Marie Martens - Panamá - Cilinia Prada Acosta - Papua New Guinea - Patricia Mirisa - Paraguay - Elena Ortiz - Perú - Fiorella Ferrari - Philippines - Maria Desiree "Des" Ereso Verdadero - Ba Lan - Joanna Karska - Bồ Đào Nha - Maria de Fatima Jardim - Puerto Rico - Sandra Beauchamp Roche - Réunion - Marie Lise Gigan - Scotland - May Monaghan - Singapore - Violet Lee Hui Min - Nam Phi - Letitia Snyman - Tây Ban Nha - Garbiñe Abasolo - Thụy Điển - Yvonne Ryding - Thụy Sĩ - Silvia Anna Afolter - Thái Lan - Savinee Pakaranang - Trinidad và Tobago - Gina Marie Tardieu - Thổ Nhĩ Kỳ - Gurcin Ulker - Quần đảo Turks và Caicos - Deborah Lindsey - Uruguay - Yissa Pronzatti - Hoa Kỳ - Mai Shanley - Quần đảo Virgin (Mỹ) - Patricia Graham - Venezuela - Carmen María Montiel - Wales - Jane Anne Riley - Tây Samoa - Lena Slade - Nam Tư - Kresinja Borojevic - Zaire - Lokange Lwali |

## Chú ý

### Trở lại
| - Lần cuối tham gia vào năm 1959: - Ba Lan - Lần cuối tham gia vào năm 1972: - Zaire - Lần cuối tham gia vào năm 1976: - Luxembourg | - Lần cuối tham gia vào năm 1977: - Nam Tư - Lần cuối tham gia vào năm 1979: - Barbados |

### Bỏ cuộc
- Bahamas – Pamela Lois Parker
- Indonesia – Titi Dwi Jayati
- Sri Lanka – Nilmini Iddamalgoda cảm thấy chán nản và nhớ nhà.
- Transkei